# Boa Vista das Missões
Pour les articles homonymes, voir Boa Vista (homonymie).
Boa Vista das Missões est une municipalité brésilienne située dans l'État du Rio Grande do Sul.